# Босна и Херцеговина на Зимским олимпијским играма 1994.
Република Босна и Херцеговина је први пут учествовала на Зимским олимпијским играма у Лилхамеру са 10 спортиста од којих је било 8 мушкараца и две жене, који су се такмичили у 4 спорта.
Најмлађи такмичар била је алпска скијашица Аријана Борас са 17 година, а најставији је био такмичар у бобу Здравко Стојнић са непуних 37 година.
Заставу на свечаном отварању носио је Беким Бабић такмичар у скијашком трчању.
Такмичари Републике Босне и Херцеговине на овим Играма нису освојили ниједну медаљу.

### Спортисти Републике Босне и Херцеговине по дисциплинама
| Спорт           | Мушкарци | Жене | Укупно |
| --------------- | -------- | ---- | ------ |
| Алпско скијање  | 1        | 1    | 2      |
| Боб             | 5        | 0    | 5      |
| Санкање         | 1        | 1    | 2      |
| Скијашко трчање | 1        | 0    | 1      |
| Укупно          | 8        | 2    | 10     |

## Резултати по дисциплинама

### Алпско скијање
| Такмичар          | Дисциплина             | Final                 | Final                 | Final                 | Final                 | Final    |
| Такмичар          | Дисциплина             | 1 вожња               | 2. вожња              | Укупно                | Пласман               | Бр, так. |
| ----------------- | ---------------------- | --------------------- | --------------------- | --------------------- | --------------------- | -------- |
| Аријана Борас     | Слалом за жене         | 1:10,92               | 1:07,80               | 2:18,72               | 27                    | 55       |
| Енис Бећирбеговић | Велеслалом за мушкарце | Није завршио 1. вожњу | Није завршио 1. вожњу | Није завршио 1. вожњу | Није завршио 1. вожњу | 61       |

## Боб
| Такмичари                                                       | Дисциплина | Резултат   | Резултат      | Резултат   | Резултат   | Резултат     | Резултат     |
| Такмичари                                                       | Дисциплина | 1. вожња   | 2. вожња      | 3. вожња   | 4. вожња   | Укупно       | Пласман      |
| --------------------------------------------------------------- | ---------- | ---------- | ------------- | ---------- | ---------- | ------------ | ------------ |
| Здравко Стојнић Зоран Соколовић                                 | Двосед     | 54,76 (35) | 54,83 (35-36) | 54,82 (34) | 54,66 (31) | 3:39,07 (33) | 33 / 42 (43) |
| Зоран Соколовић Изет Харачић Низар Зацирагић Игор Борас (пилот) | Четворосед | 54,77 (30) | 54,80 (30)    | 55,10 (29) | 55,10 (29) | 3:39,77 (29) | 29 / 29 (30) |

### Скијашко трчање
| Беким Бабић | 10 км класично М | 30:44,3 | 84 | 88 |
| Беким Бабић | 15 км потера М   |         | 74 | 76 |

## Санкање
| Такмичар          | Дисциплина | 1 вожња  | 1 вожња | 2 вожња  | 2 вожња | 3 вожња  | 3 вожња | 4 вожња  | 4 вожња | Укупно   | Пласман |
| Такмичар          | Дисциплина | Резултат | Пласман | Резултат | Пласман | Резултат | Пласман | Резултат | Пласман | Укупно   | Пласман |
| ----------------- | ---------- | -------- | ------- | -------- | ------- | -------- | ------- | -------- | ------- | -------- | ------- |
| Неџад Ломигора    | Једносед М | 53,254   | 32      | 53,126   | 32      | 54,725   | 31      | 53,023   | 31      | 3:34,128 | 31 / 33 |
| Верона Марјановић | Једносед Ж | 50,856   | 21      | 51,707   | 24      | 51,365   | 24      | 51,121   | 24      | 3:24,779 | 23 / 25 |